# Bon Bini Holland
Bon Bini Holland is een Nederlandse filmkomedie uit 2015, geregisseerd door Jelle de Jonge. De film ging op 10 december 2015 in première en zorgde voor de start van de Bon Bini-filmserie die sinds december 2023 uit vijf films bestaat.

## Verhaal
De film volgt Roberto Fiorentina, die Curaçao moet ontvluchten als een gevaarlijke crimineel zijn huis gebruikt om mensen op te lichten, omdat hij zijn geld verdient met Bon Bini Bungalows. Dit zogenaamde bureau brengt toeristen onder in vakantiehuizen, zonder medeweten van de desbetreffende eigenaren. In Nederland blijft hij logeren bij zijn tante waar hij aan het werk gaat in haar restaurant FC Kip. Maar dan ontmoet Robertico de mooie Noëlla Maduro, en ontdekt hij vervolgens, dat haar vader de rijke zakenman Ken Maduro is. Als hij hem zou kunnen overhalen om geld te investeren, is hij in één klap uit de problemen.

## Rolverdeling
| acteur                 | personage                                      |
| ---------------------- | ---------------------------------------------- |
| Jandino Asporaat       | Robertico / Rajesh / Judeska / Sydney / Gerrie |
| Liliana de Vries       | Noëlla Maduro                                  |
| Sergio IJssel          | Noltie / Norwin                                |
| Teun Kuilboer          | Patrick van Zuydewijn                          |
| Dennis Rudge           | Ken Maduro                                     |
| Lone van Roosendaal    | Sylvia Maduro                                  |
| Hans Dagelet           | Eddy Mathilda                                  |
| Cynthia Abma           | Mrs. van Vleuten                               |
| Ursul de Geer          | Mr. van Vleuten                                |
| Alpha Oumar Barry      | Kofi                                           |
| Phi Nguyen             | Ping Ping                                      |
| Martin van Waardenberg | arbeidsbureaumedewerker                        |
| Jörgen Raymann         | priester                                       |
| Humberto Tan           | als zichzelf                                   |
| Davy Eduard King       | Pablo                                          |
| Tania Kross            | operazangeres                                  |
| Shirma Rouse           | zangeres                                       |
| Norma Cova             | Cleo Florentina                                |

## Achtergrond
Bon Bini Holland ging op 10 december 2015 in première. Een week later, op 18 december 2015, werd de film bekroond met een Gouden Film voor het behalen van 100.000 bezoekers. Daarnaast wist de film ruim US$ 4,9 miljoen op te brengen en wist het in september 2016 een Gouden Kalf te winnen in de categorie Publiek.
Dankzij het succes werd in december 2018 een vervolgfilm uitgebracht onder de naam Bon Bini Holland 2, wegens het aanhoudende succes ontstond de Bon Bini-filmserie en volgde hierna nog meerdere films waaronder Bon Bini: Judeska in da House en Bon Bini Holland 3.